# Kevin Kaarl
Kevin Kaarl   (Meoqui, 15 de maig de 2000) és un cantant i compositor mexicà. El primer single que va treure va ser “Amor viejo” al 18 de setembre de 2018. Aquesta, va començar a captar l'atenció del públic, amb més de 7 milions de visualitzacions a YouTube. Mesos després, el desembre d'aquell mateix any, va treure "Vamonos a Marte" i va tenir molt més èxit, amb més de 23 milions de visualitzacions a YouTube i més de 104 milions de reproduccions a Spotify.

## Biografia
Kevin Kaarl va néixer el 15 de maig de 2001 a Meoqui, un poble de l'estat de Chihuahua a Mèxic. És un cantautor i guitarrista de música folk i indie alternatiu. Té un germà bessó, en Bryan Kaarl, que és el que toca la trompeta i fa les segones veus a les cançons d’en Kevin.
Des de petit, en Kevin va estar interessat per la música. Des dels 8 anys ja escoltava música folk, indie alternatiu, música clàssica… El fet d'escoltar aquest tipus de música tota la seva vida, l'ha inspirat a compondre les seves cançons.
Kevin va estar durant la seva infància i adolescència en diferents cors i bandes musicals.Als 7 anys va entrar a una banda juvenil de Meoqui, després, a la primària, va entrar al cor de la mateixa escola on anava i anys després, va entrar a una altra banda de Meoqui. Abans que Kevin comences el seu projecte, ell i el seu germà tocaven la guitarra i la trompeta mentre cantaven cançons regionals mexicanes però l'any 2014 va deixar de tocar la guitarra i de cantar per a poder fer altres coses que en aquell moment, l’interessaven més. Va deixar la música perquè va començar un projecte de fotografia i cinema amb uns companys.

## Carrera musical
L’any 2018, quan va entrar a la universitat, es va tornar a interessar per la música i la composició, va tornar a tocar la guitarra i cantar per entreteniment, cançons que li passaven pel cap. En aquell mateix any va compondre una cançó i la va decidir penjar a YouTube sense rebre res a canvi. Temps després d’haver-la penjat va veure que gent que ell no coneixia el va començar a seguir en diferents xarxes socials com Instagram i TikTok i que les visualitzacions del vídeo que va penjar, van augmentar molt. Aquest començament el va motivar per a seguir component més música per a després, penjar-la.
Al 2019 va decidir definitivament oficialitzar el seu projecte com a cantautor, publicant el seu primer àlbum LP “Hasta el Fin del Mundo”. Aquell mateix any va fer la seva primera col·laboració amb Sebastián Romero a la cançó “Más y más”.
Al 2021 va fer altres col·laboracions, amb Un León Marinero cantant la cançó “Por Ti Yo Me Quedo en San Luis”, el videoclip oficial es va estrenar el 8 d'abril d'aquell mateix any. A més a més de fer aquesta col·laboració, va fer un altre amb Daniel Quién cantant la cançó "Dime que siempre Vamos a estar Juntos".

### Àlbums
El 28 de febrer de 2019 va estrenar el seu primer àlbum LP titulat “Hasta el Fin del Mundo” que conté 12 cançons, entre elles estan "Vamonos a Marte" i "Colapso". El 7 de novembre de 2019 va publicar el seu segon àlbum LP, titulat “San Lucas” i conté 7 cançons. Aquests dos àlbums estan fets de forma individual, sense cap productora darrere. Ha sigut decisió d’en Kevin fer-ho sense ajuda de productores, ja que vol seguir gravant com ho va fer amb la primera cançó, assegut al sofà de casa seva, amb la guitarra mentre el mòbil gravava.
La lletra de les cançons tracten d’amor i el que volen transmetre és l'estima en moments complicats de la vida. El que vol Kevin Kaarl és transmetre un missatge positiu a través de la música que compon.

### EP & singles[9]
- “Amor viejo” (2018)
- “Next to you” (2019)
- ”Quédate” (2019)
- “Cuando te vayas” (2020)
- “Es que yo te Quiero a Ti” (2020)
- “Por ti Yo me Quedo en San Luis” (2021)
- “Toda Esta Ciudad” (2021)

### Col·laboracions
- "Más y más, Sebastián Romero" (2019)
- “Por Ti Yo Me Quedo en San Luis, Un León Marinero” (2021)
- ”Dime que siempre Vamos a estar Juntos, Daniel Quén" (2021)

## Estil musical i influències
Kevin Kaarl barreja el folk i l’indie alternatiu en totes les seves cançons, siguin en espanyol (llatinoamericà) o en anglès. A la col·laboració que ha fet amb Un León Marinero “Por Ti Yo Me Quedo en San Luis” no ha canviat el seu tipus d’estil musical, ja que els dos tenen el mateix estil, interpretant així, una cançó folk per dos homes amb talent.
Dins de les seves influències musicals, Kevin diu que quan comença una cançó no té una base d’inspiració d’un artista en concret sinó que, en escoltar diferents cançons d’artistes i bandes diferents, el que fa és barrejar algunes bases de cançons que ha escoltat per, finalment, poder-se inspirar i poder fer una bona base per les seves cançons.